# 吴俊陞
吴俊陞（1863年10月11日—1928年6月4日），原名兆恩，字興权。奉天府昌图人，祖籍山東省济南府历城县。清末民初军事将领。

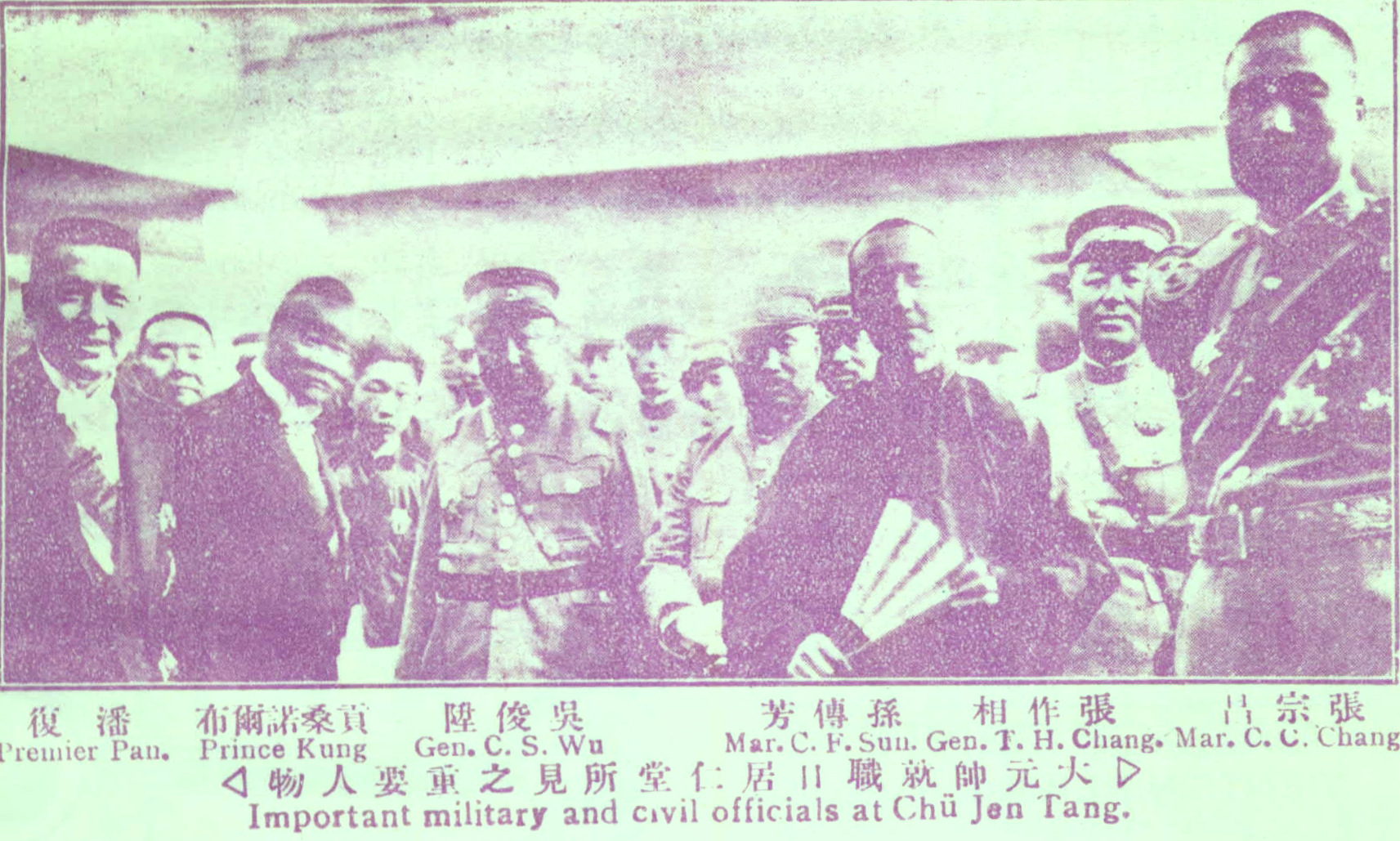
大元帥就職日居仁堂所見之重要人物張宗昌、張作相、孫傳芳、吴俊陞、貢桑諾爾布、潘復

## 生平

### 在奉系中崛起
吴俊陞出生在一个贩馬的貧農家庭。1880年（光緒6年）加入清軍。因讨伐匪賊立下軍功，1906年（光緒32年）他升任奉天後路巡防营統領，驻鄭家屯。翌年结识張作霖并交好。
1912年（民国元年）8月，吴俊陞在東三省击退了蒙古軍的進攻。翌年2月，他升任奉天第2騎兵旅旅長。5月，他获授陸軍中将銜。11月，他驻扎林西，镇压宗社党叛乱。
1914年（民国3年）2月，他升任陸軍中将，3月兼任洮遼鎮守使。1915年（民国4年）12月袁世凱称帝，他获封二等男爵。1916年（民国5年）10月，在林西之战中击败蒙古軍。同年，轄下部队同日本軍队发生衝突，造成鄭家屯事件，北京政府命令他向日本方面謝罪并承諾賠償。
1917年（民国6年），第28師師長馮德麟起兵反对張作霖，吴俊陞支援張作霖，击败馮德麟。因为该功绩，張作霖任命他为第29師師長。1919年（民国8年），在讨伐吉林督軍孟恩遠之際，他被任命为北路总司令，和東路总司令孫烈臣夹击孟恩遠，令其屈服。被任命为黑龙江督軍兼省長。

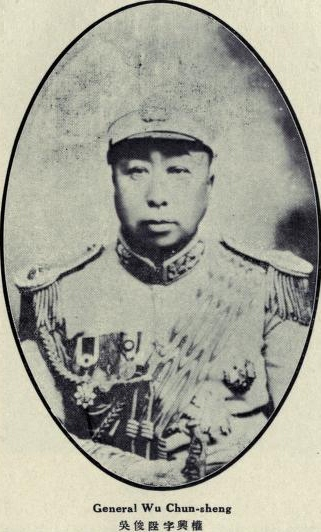

此後七年，吴俊陞统治黑龙江省。内政手腕笨拙，而且图谋私利，貪欲極强。同属奉系将领的張作相统治吉林省数年間，内政成绩突出。吴俊陞在黑龙江的統治与張作相形成鲜明的对比。

### 討伐郭松龄

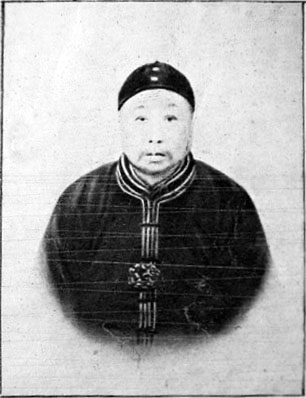

第一次直奉战争奉系被直系击败後的1922年（民国11年）6月8日，東三省議会推举張作霖任東三省保安总司令，吴俊陞和孫烈臣任副司令。吴俊陞以黑龙江軍事訓練处督办的身分参与奉系的軍事改革。1924年（民国13年）9月第二次直奉战争中，吴被任命为第5軍軍長，负责巩固奉系後方。
1925年（民国14年）10月，吴俊陞奉張作霖之命，袭击位于馮玉祥军队後方的多倫、張家口方面。11月20日，奉系将领郭松龄联络馮玉祥，发动兵变。12月23日，吴俊陞在巨流河畔击败郭松齡，并将其逮捕处决。当時，吴俊陞和楊宇霆主张殺掉参加叛軍的奉军官兵，張作相和韓麟春则要求对这些官兵宽大处理，最后張作霖听从了後者的意見。

### 和張作霖同死
1926年（民国15年），为应对中国国民党的北伐，吴俊陞和張作相主张保境安民。張作霖、張宗昌则持強硬意見。同年12月，張作霖被張宗昌、孫传芳拥立为安国軍总司令。翌年6月，吴俊陞等人推戴張作霖任陸海軍大元帥，吴被任命为安国軍第7軍团軍团長。
10月，吴俊陞被任命为東三省边防司令兼保安总司令。此后他升任陸軍上将，获将军府授“興威将軍”。当时東三省内反北洋政府以及反日的暴动频发。吴俊陞使用武力强行镇压，結果奉系的威信大大受损。
1928年（民国17年）6月4日，吴俊陞跟随著败给国民党北伐軍的張作霖出山海關，他们乘坐的火车途经皇姑屯时，关東軍引爆列車，造成皇姑屯事件，吴俊陞被炸身亡。